# Poborowy
Poborowy – obywatel danego państwa podlegający obowiązkowi odbycia służby w wojsku. W Polsce, każdy mężczyzna, który ukończy 18. rok życia podlega obowiązkowi stawienia się przed komisją wojskową (lekarską), która podejmuje decyzję o przydzieleniu tzw. kategorii zdrowotnej oraz o tym, kiedy dany obywatel odbędzie służbę w siłach zbrojnych (od 2010 pobór w Polsce jest zawieszony).